# Тернопільська дирекція залізничних перевезень
Тернопільська дирекція залізничних перевезень — одна з п'яти дирекцій Львівської залізниці.

## Історія
12 грудня 1870 року залізниця сполучила Тернопіль (залізничний вокзал) зі Львовом.
Приймальна комісія дійшла до висновку, що магістраль Золочів — Тернопіль можна відкрити для товарних перевезень і обмежено для пасажирських. Її протяжність була 64,43 км. Вартість будівництвва 1 км — 102 тисячі 713 золотих ринських. Будувала акціонерна компанія «Цісарсько-королівської привілейованої галицької залізниці Карла-Людовіка». Її відкрито 22 грудня 1870 року для товарних перевезень, 1 серпня 1871 — для пасажирських, а 4 жовтня 1871 року відкрито лінію Тернопіль — Підволочиськ.
Залізниця через Тернопіль сполучала Австрію з Російською імперією.
До початку Першої світової війни пролягла розгалужена мережа залізниць: Тернопіль — Копичинці — Гримайлів, Тернопіль — Великі Бірки — Скалат — Гримайлів, Тернопіль — Чортків — Заліщики, Тернопіль — Копичинці — Бучач, Чортків — Іване-Пусте.
У 1915—1916 роках прокладено Гусятинську військово-стратегічну залізницю. Устаткування для будівництва колій замовляли на фабриках і заводах Австро-Угорщини, Великої Британії, Німеччини. Основними акціонерами були держава, частково комунальні осередки, місцева влада і приватні особи.
З 1925 року власник — підприємство «Польська державна залізниця». Залізничні лінії Тернопільщини належали до Львівської та Станіславської дирекцій. Від грудня 1939 року: діяли Тернопільське відділення Львівської залізниці, згодом — відділок, нині — Тернопільська дирекція залізничних перевезень Львівської залізниці.
У 1985 році Тернопільська дирекція об'єднана із Львівською дирекцією. 1993 року відбулося відновлення Тернопільської дирекції зі складу Львівської, яку скасували через складність управління персоналом і експлуатаційною роботою. У 1993 році річне навантаження складало 55 325 вагонів на рік (за 2018 рік — 78 667 вагонів) і тоді штат був більший на 259 працівників. Порівняно із 2007 роком обсяги роботи зросли у декілька разів (у 2007 році навантаження було 28 426 вагонів/рік, 2018 року — 78 667 вагонів/рік), а штат зменшився на 137 чоловік. Відповідно, виросла продуктивність праці, зокрема, щодо рівня 2007 року виконана на 118,5 % та щодо показників до 2017 року — 121,6 %. На дирекції не перший рік підтверджуються динаміка збільшення навантаження і вивантаження вантажів.
У лютому 2019 року постало питання щодо реорганізації Тернопільської дирекції і об'єднання її з Львівською дирекцію, що спричинило соціальну напругу серед працівників залізничного транспорту, на думку яких, об'єднання дирекцій не дасть очікуваного ефекту і вагомого внеску щодо покращення функціонування залізничного транспорту в Тернопільському регіону і призведе до негативного впливу на роботу залізничного транспорту.

## Структура
Тернопільська дирекція Львівської залізниці обслуговує Тернопільську область та невелику ділянку східної частини Львівської області. Центром дирекції є Тернопіль. Лише 30 % дільниць є двоколійними та електрифікованими, решта — одноколійні неелектрифіковані.

## Станції
| Основні станції Тернопільскої дирекції Львівської залізниці |                   |      |
| Рік відкриття                                               | Станція           | Фото |
| 1870                                                        | Тернопіль         |      |
| 1896                                                        | Березовиця-Острів |      |
| 1871                                                        | Бірки-Великі      |      |
| 1884                                                        | Бучач             |      |
| 1870                                                        | Глибочок-Великий  |      |
| 1898                                                        | Заліщики          |      |
| 1906                                                        | Збараж            |      |
| 1870                                                        | Зборів            |      |
| 1870                                                        | Золочів           |      |
| 1884                                                        | Копичинці         |      |
| 1915                                                        | Ланівці           |      |
| 1897                                                        | Підвисоке         |      |
| 1871                                                        | Підволочиськ      |      |
| 1896                                                        | Теребовля         |      |
| 1896                                                        | Чортків           |      |

## Приміське сполучення
Обслуговування перевезень забезпечують локомотивні та моторвагонні депо станції Тернопіль.
Основні напрямки приміських перевезень:
- золочівський — обслуговується приміськими електропоїздами сполученням Волочиськ — Тернопіль — Зборів, Тернопіль — Львів, Красне — Тернопіль
- підволочиський — обслуговується приміськими електропоїздами Тернопіль — Підволочиськ, Зборів — Волочиськ
- заліщицький — обслуговується приміськими дизель-поїздами Тернопіль — Заліщики, Тернопіль — Іване-Пусте (нині — скасований), Тернопіль — Чортків
- шепетівський — обслуговується приміськими дизель-поїздами Тернопіль — Ланівці
- ходорівський — обслуговується приміськими дизель-поїздами Тернопіль — Ходорів.

У Тернополі розклад руху  приміських поїздів узгоджений, тож транзитні пасажири мають можливість здійснювати пересадки на інші поїзди у потрібному напрямку. Наприклад, є можливість здійснити пересадку з поїзда Волочиськ — Тернопіль (прибуття о 07:03) на поїзд Тернопіль — Зборів (із відправленням о 07:07) непотрібна, бо ці рейси виконує одна й та сама електричка.